# Matthias Bauer (Musiker)

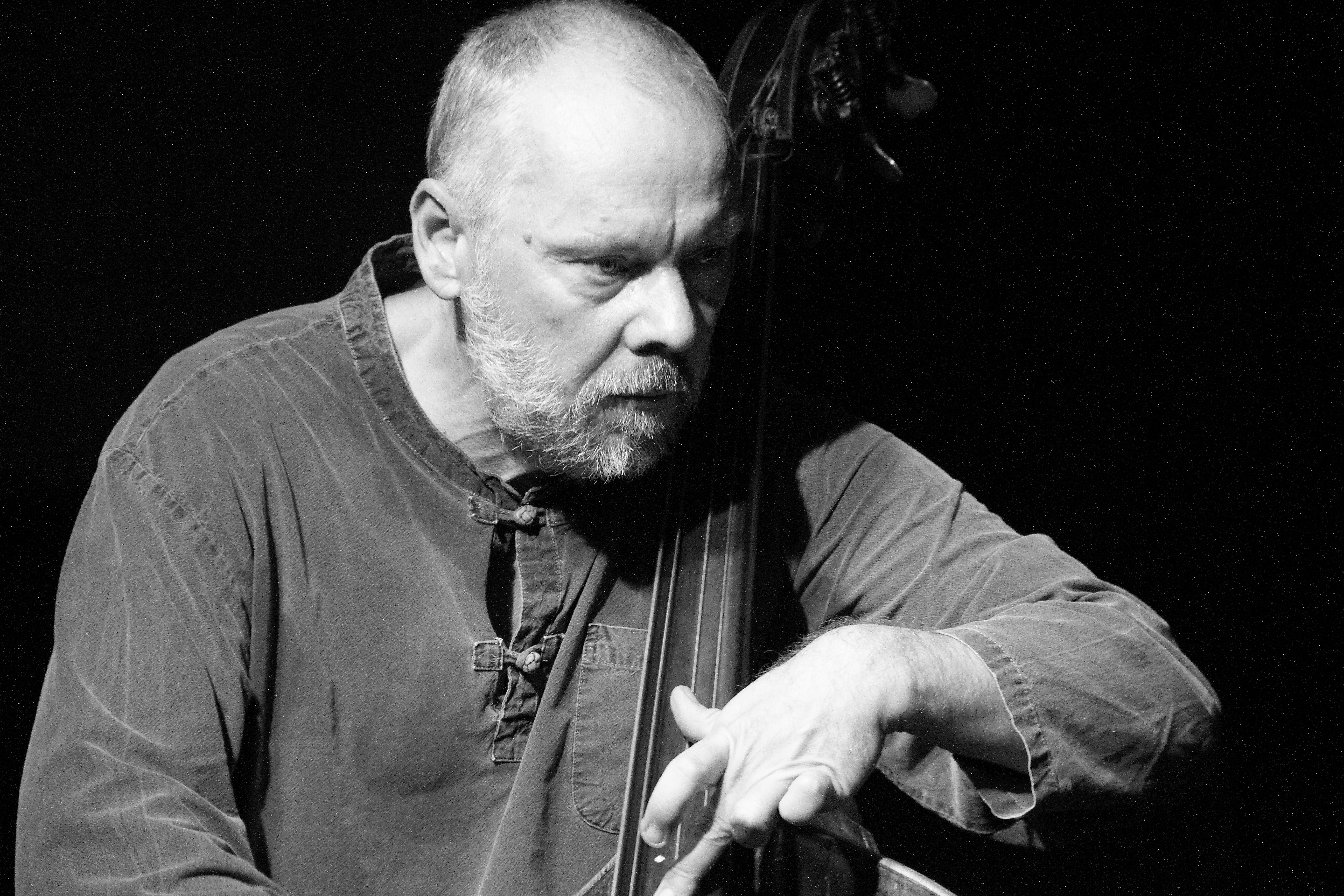
Matthias Bauer im Club W71, 2018

Matthias Bauer (*  1959 in Sonneberg) ist ein deutscher Jazz- und Improvisationsmusiker (Kontrabass, Komposition).

## Leben und Wirken
Matthias Bauer, jüngerer Bruder der Jazzmusiker  Conny (* 1943) und Hannes (1954–2016), studierte in Berlin an der Hochschule für Musik „Hanns Eisler“ Kontrabass. 1980 verließ er die DDR und lebte bis 1988 in Lyon, dann in Köln. Seit 1991 ist er wieder in Berlin ansässig. Dort spielte er in den 1990er-Jahren mit Robert Rutman's Steel Cello Ensemble, Ulrich Gumpert (Markowitz’ Blues 1995) und dem Not Missing Drums Project (Offline Adventures, u. a. mit Joachim Gies). Außerdem wirkte er  bei Aufnahmen der September Band (Virtual Cowws, mit Hans Reichel, Rüdiger Carl),  Sven-Åke Johansson (Six Little Pieces for Quintet, 1999, und Die Harke und der Spaten, 2011), Bill Dixon (Berlin Abbozzi (2000), mit Klaus Koch/Tony Oxley) mit. Mit seinen beiden Brüdern und seinem Neffen Louis Rastig trat er als Bauer 4 auf (Album Family Affairs, 2007). Mit Maria Lucchese legte er 2014 das Duoalbum Alchimia Organica (Creative Sources) vor.  Mit Anna Kaluza und Céline Voccia legte er 2022 das Album ACM bei AUT vor. Mit Matthias Müller und Rudi Fischerlehner nahm er das Album Der Dritte Stand (Not Applicable, 2022) auf.
Im Bereich der zeitgenössischen Musik arbeitete Bauer zudem mit dem Ensemble United Berlin, dem Ensemble Mosaik und mit Komponisten wie Georg Katzer, Helmut Zapf und Helmut Oehring, an dessen Produktionen wie Aschemond (Berliner Staatsoper) oder SehnsuchtMeer an der Oper Düsseldorf er beteiligt war. Weiterhin realisierte er Bühnenmusiken und Konzepte für Improvisierende Musiker. Im Bereich des Jazz war er laut Tom Lord zwischen 1992 und 2023 an 29 Aufnahmesessions beteiligt, unter anderem bei Evan Parker (The Balderin Sali Variations).